# Heterogramma flavipunctalis
Heterogramma flavipunctalis är en fjärilsart som beskrevs av Paul Dognin 1914. Heterogramma flavipunctalis ingår i släktet Heterogramma och familjen nattflyn. Inga underarter finns listade i Catalogue of Life.